# Anselme Réan
Anselme Réan (Aoste, 1855 - Aoste, 9 avril 1928) est un médecin et homme politique valdôtain, un des pères de l'autonomisme valdôtain. Il peut être considéré comme l’un des plus importants protagonistes valdôtains de la vie politique, culturelle et religieuse de son temps. Ayant une propension naturelle et continue pour l'écriture et la politique, c'est un catholique fervent et sa pensée politique et religieuse est proche du catholicisme d'inspiration libérale. Son engagement va de la lutte en faveur de l’ouverture de l’Église aux problématiques sociales à la défense de la langue française.

## Le médecin et l'homme politique
Anselme Victor Réan, fils de Charles et d'Émilie Argudier, naît en 1855 dans une famille très en vue et très distinguée de la bourgeoisie d'Aoste, originaire de Saint-Marcel. Il s'éloigne de la Vallée d’Aoste pour étudier la médecine, mais à peine ses études universitaires achevées, il y revient pour exercer le métier de médecin, profession qu'il exerce pendant plus de 40 ans. Il dédie une grande partie de son temps libre au service, à titre de bénévolat, dans plusieurs instituts de la ville.
Malgré l’interdit explicite adressé par le Saint-Siège à tous les catholiques, il participe activement à la vie politique de son pays. Inspiré par le catholicisme libéral, Réan, pendant sa jeunesse, se lie d’amitié avec les représentants de ce mouvement dans la Vallée (Édouard Bérard et Ferdinand Fenoil). C'est aussi un défenseur convaincu de l'unité italienne. Lors des élections de juillet 1887, il est élu conseiller communal (it) de la ville d'Aoste. C'est le début d'une brillante carrière politique au sein de la municipalité d'Aoste, puisqu'il est souvent reconduit dans son mandat, et avec de brillants résultats. Nommé à l'unanimité syndic du conseil communal d'Aoste, il refuse pourtant cette charge. Réan écrit en effet une lettre au préfet de Turin, annonçant sa démission du poste de syndic et de membre de l'administration communale. Il continue ensuite à faire partie de l'administration aostoise comme simple conseiller. À sa carrière politique, il préfère l’engagement pour la diffusion de ses idées, notamment à travers l’instrument de la presse.

## Le journaliste catholique et socialiste

### Le Valdôtain
Dès 1888, à l'âge de trente-trois ans, il commence son activité de journaliste, en étant, avec Édouard Duc et Ferdinand Fenoil, parmi les fondateurs du journal Le Valdôtain, un feuillet d’inspiration catholique et moderne. Il en est aussi le directeur pendant une brève période. Durant sa première expérience de journaliste, il critique l'attitude intransigeante de la curie romaine et attaque parfois le journal conservateur La Feuille. Il écrit ainsi un opuscule contre toutes les formes d'intolérance du catholicisme valdôtain, Les scandales du cléricalisme intransigeant en Val d'Aoste (1892). Dans cet opuscule, il déplore que « le croyant doit voir marcher son Église non pas à la tête, mais à la remorque des grands novateurs et des apôtres de l'émancipation du peuple ». Vers la fin du XIXe siècle, la pensée politique de Réan est proche de celle d'Édouard Duc, qui lui concède un espace considérable dans les pages de son journal.

### La conciliation du catholicisme et du socialisme
On doit attribuer à Réan les nombreux articles qui, entre 1887 et 1900, sont signés sous le pseudonyme de « Un Croyant », dans lesquels il souligne les nombreux points communs entre le catholicisme et le socialisme. Il voit dans le socialisme naissant une doctrine qui semble « traduire en pratique les enseignements de l'Évangile ». La pensée de Romolo Murri, fondateur de la première démocratie chrétienne, les écrits de Paul Naudet et surtout de Marc Sangnier, démocrates chrétiens qui, tout en se déclarant fidèles au dogme, ne voulaient pas demeurer étrangers à la civilisation moderne qui a puisé précisément dans l'Évangile le meilleur d'elle-même, exercent sur Réan une grande influence. En effet, il soutient les thèses de Romolo Murri et du mouvement de la Démocratie chrétienne, défendant sa pensée dans les colonnes du journal valdôtain Le  Mont Blanc. Réan exhorte les catholiques à étudier les questions sociales et le mouvement socialiste, au lieu de le condamner a priori. Le slogan de Réan est : « Les socialistes ont du bon ». Dans les dernières années du XIXe siècle, au milieu du grand enthousiasme qui règne pour le développement des actions sociales, Réan partage les projets et les idées du groupe de Jean-Joconde Stévenin, des prêtres « sortis des sacristies » et engagés à répandre le « socialisme chrétien ».
Le 21 avril 1901, dans un célèbre discours prononcé à l'inauguration de l'inscription commémorative placée sur la maison natale de Saint Anselme, il présente ce personnage comme le précurseur de l'époque moderne, en ce qu'elle avait de plus sacré et de plus enviable, c'est-à-dire les idéaux de justice, de liberté et de démocratie. L'interprétation reçoit l'approbation des jeunes prêtres démocrates mais suscite la réaction violente de la partie du clergé, « pour qui tout changement est périlleux et toute innovation, libéralisme condamnable et même hérésie pure et simple ». Réan affronte les membres du clergé les plus conservateurs sur les questions scolaires. La guerre religieuse déclarée aux laïques par un professeur du Grand Séminaire (toujours en 1901) contient la très vive polémique entre Réan et le chanoine Pierre-Joseph Pession : celle-ci vise à identifier les causes de la douloureuse fracture entre l'Église et le monde moderne. Pour Réan, la cause de l'éloignement de la foi et de la pratique religieuse est à rechercher dans l'enseignement religieux diffusé dans les églises, au catéchisme et dans les familles.

### Le Progrès
Dans les premières années du siècle, l'éloignement progressif des époux Duc de la foi catholique jusqu'à la conversion à la foi vaudoise pousse Réan à abandonner le groupe « Le Mont Blanc » dans lequel il travaillait, car ce groupe était désormais hostile au catholicisme. En 1906, en pleine crise moderniste, Réan tente une expérience journalistique autonome en fondant le journal Le Progrès, dont il fut le propriétaire et quasi l'unique rédacteur. Il y insère toutes ses idées sur le catholicisme progressiste. L'épigraphe du journal « Dieu et le peuple », « Tout pour le peuple - Tout par le peuple » synthétise les objectifs de Réan, qui étaient ceux des catholiques démocrates. Les auteurs cités sont Romolo Murri, Geremia Bonomelli (it), Antonio Fogazzaro et les « Sillionistes ». L'expérience de ce journal est toutefois assez éphémère, puisqu'elle ne dure qu'une seule année. Le projet de Réan est entravé par les hautes hiérarchies ecclésiastiques (l'encyclique pontificale Pieni l'Animo (it) du 28 juillet 1906 est une nette prise de position contre la démocratie chrétienne), mais aussi par l'indifférence de l'opinion publique valdôtaine et le désintérêt des classes dirigeantes.

### Le Duché d'Aoste
Dans un monde qui se dirigeait à grande vitesse, en Vallée d'Aoste aussi, vers la modernité et vers le progrès, dans une Vallée d'Aoste qui faisait ses premiers pas dans les secteurs de l'hôtellerie, du tourisme et de l'industrie, dans une région francophone qui voyait progressivement érodés ses espaces linguistiques au détriment de l'italien, Réan se replie sur un conservatisme toujours plus accentué. En 1920, il collabore au journal Le Duché d'Aoste, organe de presse épiscopal incarnant ce catholicisme intransigeant qu'il avait cherché un temps à désacraliser.

## Un activiste valdôtain au service la langue française
Si, pendant la première partie de sa vie, l’activité de Réan est principalement absorbée par le débat sur l’engagement des catholiques et le rôle de l’Église dans la société contemporaine, à partir de 1909, après l'échec du programme social et innovateur, son engagement se concentre sur l’autre pilier idéologique de l’époque : la lutte pour la défense du particularisme linguistique valdôtain et la poursuite de l’idéal régionaliste.

### LaLigue valdôtaine
Déjà en 1890, lors d’une séance du conseil communal d’Aoste, Réan présente une motion en faveur de la création d’un comité pour la défense de la langue française. Ce comité, émanation du même conseil, aurait dû, selon ses intentions, « s’étendre en dehors de son sein et même dans toute la Vallée ». En 1909, reprenant cette idée, il fonde, avec huit autres notables aostois, la Ligue valdôtaine, (titre auquel s’ajoute, en 1912, celui de Comité italien pour la protection de la langue française). La création de la Ligue se concrétise le 17 novembre 1909, lorsque 21 membres se réunissent pour la première fois dans une salle de l'hôtel de ville d'Aoste, présidés par Anselme Réan, qui avait lancé l'appel à contrecarrer les attaques contre l'enseignement du français, menacé par le nationalisme italien. Son expérience de journaliste terminée, le médecin aostois concentre toute son énergie dans la Ligue valdôtaine, organe libre et indépendant, pour la défense de la langue française en Vallée d'Aoste. En 1912 le Bulletin de la Ligue Valdôtaineest publié, journal dirigé par Réan dans le but de diffuser les arguments en faveur de la langue française. Assurant la présidence de la Ligue, il promeut plusieurs initiatives, parmi lesquelles des publications, des propositions visant la réorganisation du système scolaire, des cours du soir de français à Aoste et dans de nombreuses communes de la Vallée, ainsi que de nombreuses pétitions. Parmi celles-ci, la Pétition pour les revendications ethniques et linguistique de la Vallée d’Aoste, adressée à Vittorio Orlando, chef de la délégation italienne à la Conférence de paix de Paris de 1919, ainsi que celle de 1922, toujours en défense de la langue française en Vallée d'Aoste, signée par quelque 7 700 chefs de famille.
Réan est ainsi une des figures centrales autour du débat sur l'autonomisme valdôtain et sur le projet fédéraliste de l'État italien. Ainsi, en 1921, il publie un mémoire Pour la région valdôtaine avec deux députés dans laquelle il prend parti pour l'établissement d'une région autonome » . Réan a réuni dans la Ligue, sous un programme commun et pendant une quinzaine d’années, les majeurs représentants des élites laïque et religieuse valdôtaines de son époque. Cet héritage fut repris, en 1925, par la Jeune Vallée d’Aoste de l’abbé Trèves et du notaire Émile Chanoux.

## L'attitude ambigüe face au fascisme
En 1919, Anselme Réan s'affilie au Parti populaire italien, afin de lui donner une couleur autonomiste, qui semblait incarner la longue tradition politique valdôtaine. Il s’en détache cependant deux ans plus tard. Dans les dernières années de sa vie, Réan soutient fermement le mouvement fasciste, convaincu que Mussolini pourrait accomplir ce projet d'une Italie fédérale porté auparavant par le PPI. Il est même reçu à Rome par Mussolini, qui lui promet de respecter le particularisme linguistique valdôtain.
À cause de son attitude ambigüe à l’égard du fascisme, une distance se crée entre lui et la plupart des membres de la Ligue valdôtaine, dont l'abbé Trèves et surtout le jeune Émile Chanoux, qui n’hésite pas, en 1924, à qualifier Réan de « galopin électoral du fascisme ». Ceux qui n'acceptaient pas le compromis avec le fascisme s'éloignent du mouvement qui portait les idées d'Anselme Réan pour fonder la Jeune Vallée d'Aoste (Groupe valdôtain d'action régionaliste),  clandestin durant le fascisme (créé en 1925), puis premier centre de combat durant la Résistance et mouvement au sein duquel est finalement conçue l'autonomie valdôtaine de l'après-guerre. La Ligue valdôtaine cesse d'exister en 1926. Anselme Réan meurt le 9 avril 1928 âgé de 73 ans.

## Ouvrages d'Anselme Réan
- Une question de justice, Aoste, Typographie J.-B. Stévenin, 1890, 14 p.
- L'histoire d'une mystification : à propos de la béatification du bienheureux Boniface de Valperga, Aoste, Typographie Stévenin, 1890, 31 p.
- Les scandales du cléricalisme intransigeant en Val d'Aoste : étude de mœurs locales, Turin, Imprimerie A. Baglione, 1892, 64 p.
- L'Hôpital Mauricien d'Aoste devant l'opinion publique, Aoste, Typographie J.-B. Stévenin, 1895, 76 p.
- La question de l'Hôpital Mauricien d'Aoste et la commission d'enquête, Aoste, Imprimerie Édouard Duc, 1897
- La bulle de fondation de l'hôpital d'Aoste violée : les nouvelles phases de la question de l'hôpital : observations et commentaires, Aoste, Imprimerie Édouard Duc, 1898, 99 p.
- Lectures valdôtaines, Turin, Imprimerie du Collège des Artigianelli, 1900 (réimpr. 1968), 236 p. (OCLC 457584579, BNF 31183971)[14]
- La guerre religieuse déclarée aux laïques par un professeur de Gd-Séminaire. Attaques et réponses : À propos d'un discours sur St Anselme et la décadence des nations catholiques, Aoste, Allasia et Salino, 1901, 102 p. (OCLC 457584571, BNF 31183970)
- « Discours prononcé par M. le docteur Réan le 21 avril 1901 à l'inauguration de l'inscription commémorative placée à la maison natale de S. Anselme par le Municipe d'Aoste », Imprimerie Édouard Duc, Aoste, 1901, 7 p.
- Une importante revue romaine contre la langue française en Val d'Aoste (extrait de "Le Val d'Aoste", 12 et 19 novembre 1909), Aoste, Marguerettaz, 1912, 16 p.
- Pour la région valdôtaine avec deux députés, Imprimerie catholique, 1921, 16 p.
- « Pour notre langue maternelle », Augusta Prætoria : revue valdôtaine de pensée et d'action régionalistes, no 1,‎ 1919, p. 65-75
- (it) Memoriale riassuntivo per l'autonomia linguistica nelle scuole della Valle d'Aosta, Aoste, Marguerettaz, 1920, 27 p. [15]
- (it) « L'agitazione nella Valle d'Aosta per l'autonomia linguistica », La critica politica, vol. 2,‎ 1922, p. 470-472
- La phase initiale de la guerre contre la langue française dans la Vallée d'Aoste : historique documenté, Ivrée, Publication de la Ligue valdôtaine pour la protection de la langue française, Scuola tipografica Artigianelli, 1923, 32 p.

## Sources